# Російська національна бібліотека
Російська національна бібліотека (комплекс будівель на Невському проспекті) (колишня Імператорська бібліотека, колишня Бібліотека імені Миха́йла Салтико́ва-Щедріна́, Державна ордена Трудового Червоного Прапора публічна бібліотека імені М. Є. Салтикова-Щедріна) — найбільша після Російської державної бібліотеки наукова бібліотека Росії, одна з найбільших бібліотек світу. Знаходиться в Санкт-Петербурзі.

## Історія бібліотеки

### Заснування

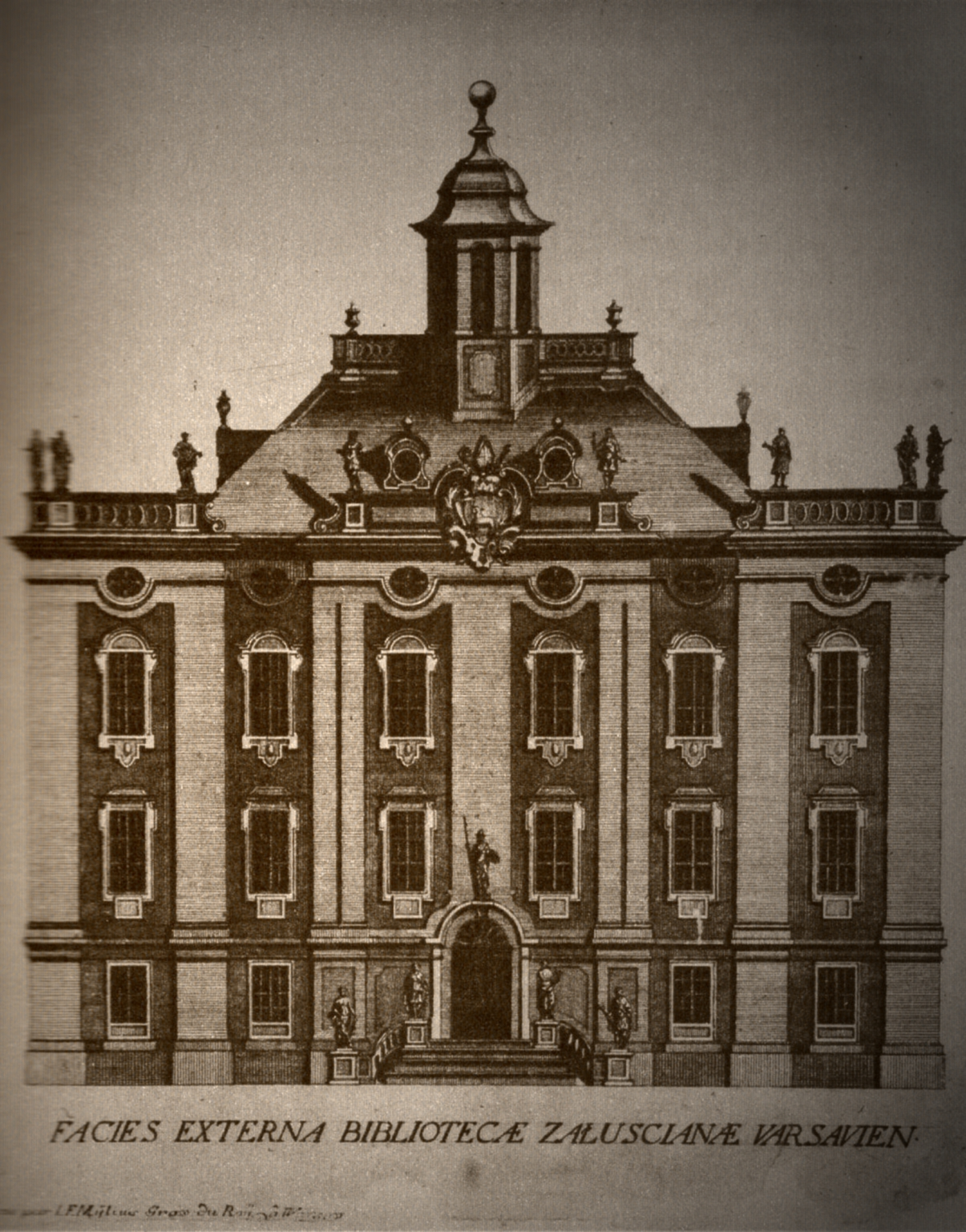
Даниловичівський палац у Варшаві, де знаходилася бібліотека Залуських

Заснована 1795 року за наказом імператриці Катерини ІІ та отримала назву — Імператорська бібліотека. Заснуванню бібліотеки передувало декілька різних причин та подій: 
- прихильність до читання самої імператриці;
- мода на просвітництво наприкінці 18 століття;
- наявність у Петербурзі декількох великих, приватних бібліотек при відсутності значної державної бібліотеки;
- вивезення у 1795 році з захопленої військами Російської імперії Варшави як трофею бібліотеки Залуських (майже 300 тис. томів та 10 тис. рукописів).

Демонстративна прихильність Катерини ІІ ідеям просвітництва йшла поряд з імперськими амбіціями та імперськими засобами вирішення проблем.

### Перше розташування

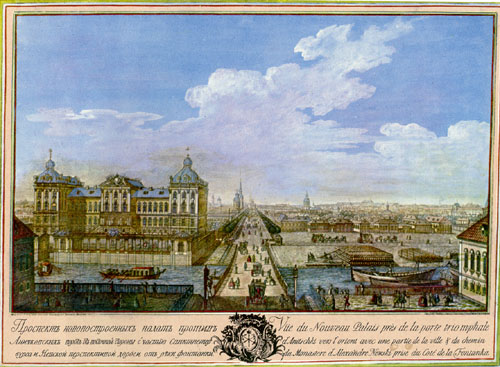
Анічков палац у 1753 р. ліворуч від Анічкова моста

Значну кількість книг та рукописів треба було десь розмістити, бо спеціального приміщення для бібліотеки як, наприклад, у Варшаві — Петербург ще не мав. Згадали про парковий павільйон біля Анічкова палацу, де й розмістили книжкове зібрання.
Сад бароко біля Анічкова палацу в той час простягався аж до Садової вулиці впритул до Гостинного двору. І як сад бароко мав регулярне розпланування, штучні ставки, фонтани, декілька павільйонів. Своїм боком сад виходив на Невську перспективу. Його почали скорочувати, розмістили театр, розпланували площу перед театром, замовили проєкт нової будівлі для бібліотеки на місці павільйону, що був замалим для бібліотеки.

### Нова будівля бібліотеки
Невдовзі надто малий павільйон розібрали. Проєкт нового приміщення розробив архітектор Єгор Соколов в модних формах класицизму. Проєкт розглянув Оленін Олексій Миколайович (1764—1843), призначений у 1808 р. помічником графа Строганова, що був директором бібліотеки імператорського двору. Оленін був знавцем мистецтв і навіть художником, тож він значно вдосконалив для нього не зовсім переконливий проєкт Є. Соколова, наказавши зробити більші за розмірами вікна, замовив бібліотечні меблі для нової будівлі.
14 січня 1814 року відбулося офіційне відкриття нового приміщення Імператорської Публічної бібліотеки.

### Будівля Імператорської бібліотеки

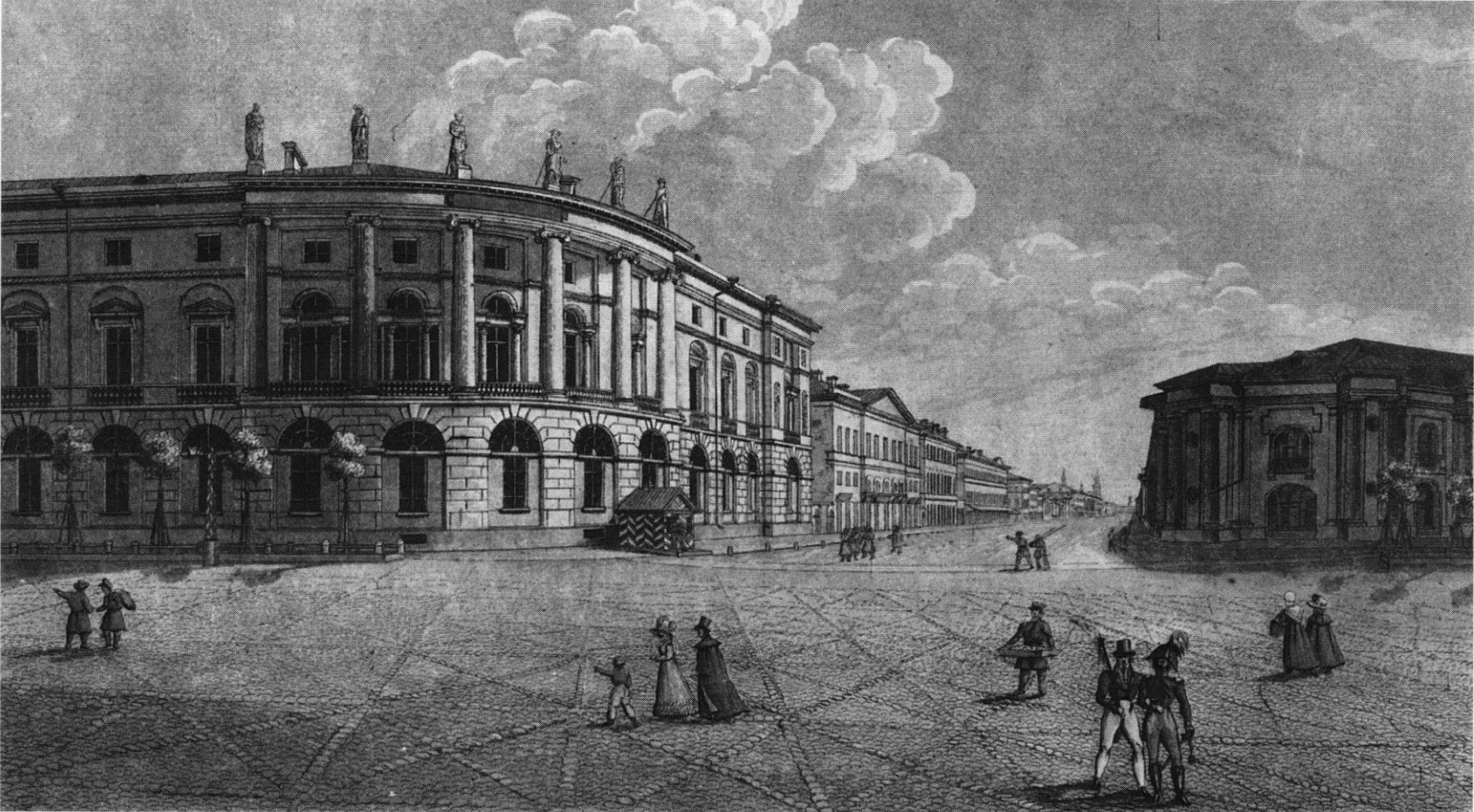

Головним фасадом будівля повернена до театральної площі та Анічкова палацу на тіньовий бік. Торець будівлі виходить на Невську перспективу. Аби прикрасити цей торець, його розпланували заокругленим. Затемнений головний фасад прикрасили рустом, колонадою по другому поверху та скульптурами поміж колон. Вінчав будівлю фронтон, поверх якого встановили скульптуру давньогрецької богині мудрості Афіни зі списом.

### Упорядкування роботи бібліотечного закладу
Напіврабський стан служителів Імператорської бібліотеки не сприяв успішній та досконалій праці закладу. Книжки розставили по полицям, керуючись лише їхніми розмірами. Ніякого розподілу за темами, країнами, авторами не було. Відшукати потрібне видання в такому хаотичному розташуванні великої колекції книжок стало неможливо. За упорядкування бібліотеки узявся О. М. Оленін, що вивчав бібліотечну справу за кордоном. Він добився перерозподілу книжкового зібрання по відділам, темам, мовам. Саме Оленін вводить систему отримання Імператорською бібліотекою обов'язкового примірника видань друкарень імперії, відому ще з Бодлеанської бібліотеки Оксфордського університету або Національної бібліотеки Франції.

### Окремі бібліотеки в її складі
- Бібліотека Залуських (за часів СРСР більшу її частину повертуто до Польщі)
- Бібліотека Вольтера
- Бібліотека Дідро
- Бібліотека Ланського
- Більша частина архіву Головного архівного управління Франції зі зруйнованої фортеці Бастілія в Парижі (викуплена дипломатом Петром Дубровським і перевезена в Петербург),
- Бібліотека Шляхетного Кадетського корпусу тощо.

### Уславлені працівники бібліотеки (неповний перелік)
- письменник Крилов Іван Андрійович (1769—1844)
- поет Батюшков Костянтин Миколайович (1787—1855)
- поет Гнедич Миколай Іванович (1784—1833), перекладач Гомера на російську
- Дубровський Петро Петрович, колишній секретар дипломатичної місії в Парижі
- критик Стасов Володимир Васильович тощо.
- історик Добіаш-Рождественська Ольга Антонівна (1874—1939), медієвіст
- Лозинський Михайло Леонідович (1886—1955), відомий перекладач поетів та драматургів Західної Європи на російську
- історик Люблинська Олександра Дмитровна (1902—1980)
- історик Люблинський Володимир Сергійович (1903—1968), зберігач книг французького письменника 18 ст. Вольтера (Бібліотека Вольтера).

### Експедиції
З ініціативи О.Оленіна розпочалися експедиції старими містами Російської імперії, щоб зібрати й зберегти стародруки, рукописи, історичні речі, зразки написів на надгробках тощо.
- Одну з перших експедицій Публічної бібліотеки очолив Петро Валуєв. Разом з помічниками вони пересувались маршрутом Петербург — Стара Ладога — Вологда — Київ — Москва — Петербург, заходячи в монастирі, села тощо. Купували стародруки, робили копії з цікавих зразків рукописів, ретельно відтворюючи навіть історичні помилки, написи на сторінках, мініатюри, щоби зберегти автентичний вигляд археографічних пам'яток.
- Особливо вдалою була експедиція Строєва, що дала багато нового історичного матеріалу.
- Петро Каменський відбував у Китай. Оленін дав тому 2.000 на придбання китайських, манчжурських, японських книг, географічних карт місцевостей тощо.
- Оленін налагодив зв'язки з російськими дипломатами в європейських країнах, і ті почали надсилати до Бібліотеки стародавні рукописи, монети, папіруси Стародавнього Єгипту, злепки з рельєфів Парфенону, що вивіз у Лондон з Афін лорд Елджин тощо.

### Цензура в бібліотеці
Право отримання Імператорською бібліотекою кожного друкованого видання в Імперії приводило до включення в її колекції і революційних, заборонених видань («Подорож з Петербурга у Москву» Радіщєва, брошур Леніна, видань доби революції 1905—1907 рр. тощо).
Їх зберігали, але доступу відвідувачі публічної бібліотеки до них не мали ще за часів царату.
Цензурні обмеження в бібліотеці набули в СРСР надзвичайної сили за часів Сталіна та політичних процесів над реальними чи сумнівними політичними супротивниками. Цензурні обмеження зняті лише за часів розвалу СРСР.

### Бібліотека в ХХ столітті
1913 у фондах бібліотеки було 3 016 635 одиниць збереження, а 1958— 12 447 313. Різко збільшилась кількість відвідувань: з 194 082 в 1913 до 1695 146 в 1958. Щоденно в 26 читальних залах працює 4500—5000 читачів. Відповідно збільшилась і видача книг: з 462 187 тт. 1913 до 7 215 435 в 1958. В фондах бібліотеки зберігаються друковані видання 85 мовами народів СРСР. Широко представлена література українською мовою (близько 100 000 примірників), зокрема 75 різних видань «Кобзаря» Т. Г. Шевченка. У фондах листівок перших років Рад. влади багато листівок українською мовою. У фондах відділу рідкісної книги зберігають особисту бібліотеку Вольтера (коло 7000 томів). На берегах багатьох книг є його особисті помітки. Із відомих тепер у світі 40 тис. інкунабул 4000 представлені в фондах бібліотеки. Широко відоме зібрання рукописів бібліотеки (понад 300 000), серед них: перша датована пам'ятка вітчизняного письменства— «Остромирове євангеліє» (1056—57), найдавніший список літопису Нестора (1377), рукописні книги 11—12 ст. та ін.